# Vídeňská univerzita
Vídeňská univerzita (německy Universität Wien, latinsky Alma Mater Rudolphina Vindobonensis) je s přibližně 90 000 studenty a více než 10 000 zaměstnanci největší veřejnou vzdělávací a výzkumnou institucí v Rakousku i ostatních německy mluvících zemích. Je zároveň jednou z největších univerzit v Evropě. V současné době nabízí 184 studijních oborů.
Škola byla založena ve Vídni roku 1365 Rudolfem IV. Habsburským, a je tak nejstarší univerzitou v dnešních německy hovořících zemích a po pražské Karlově univerzitě a Jagellonské univerzitě v Krakově třetí nejstarší ve střední Evropě.

## Historie

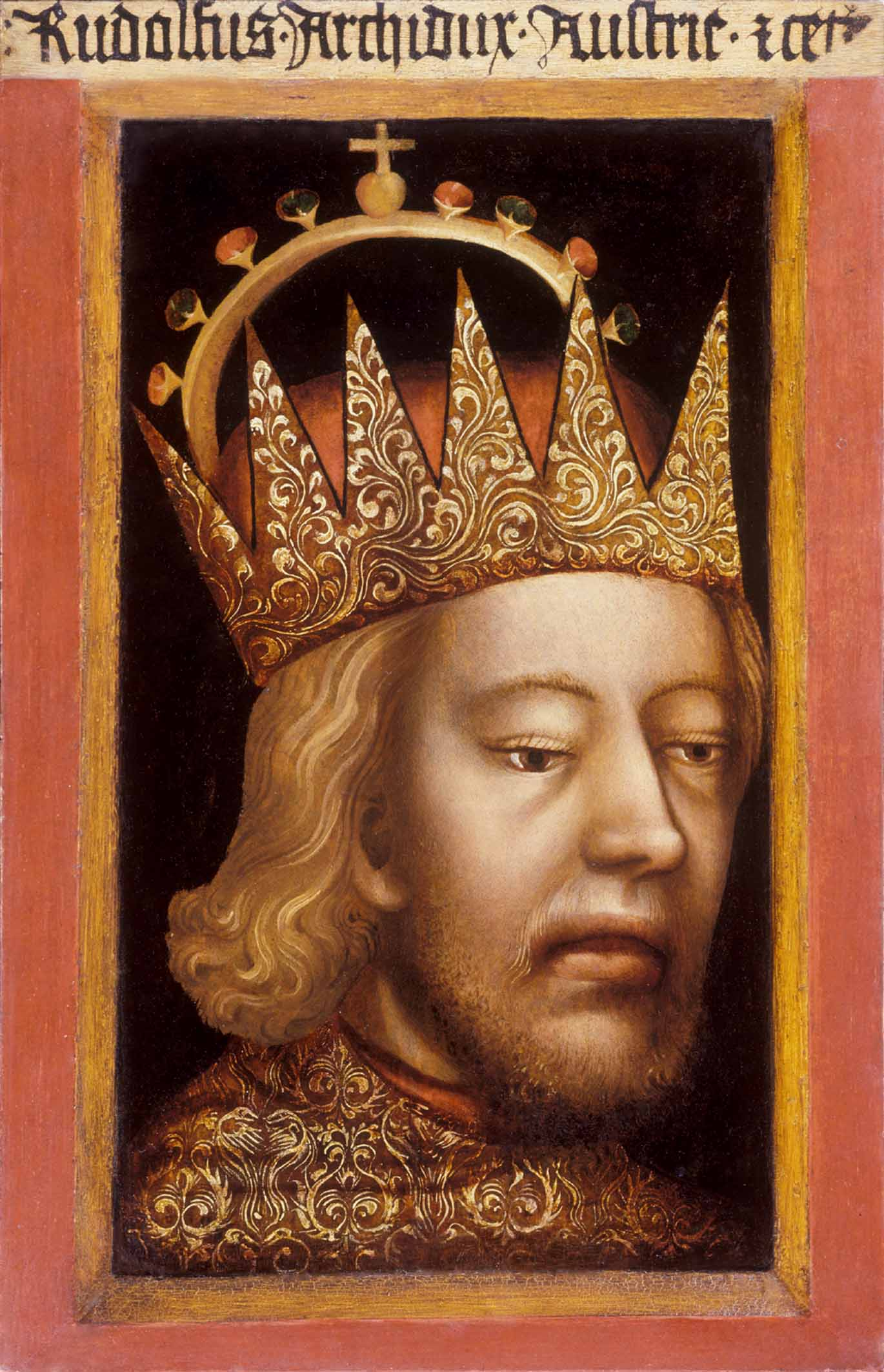
Vévoda Rudolf IV. Habsburský, zvaný Zakladatel

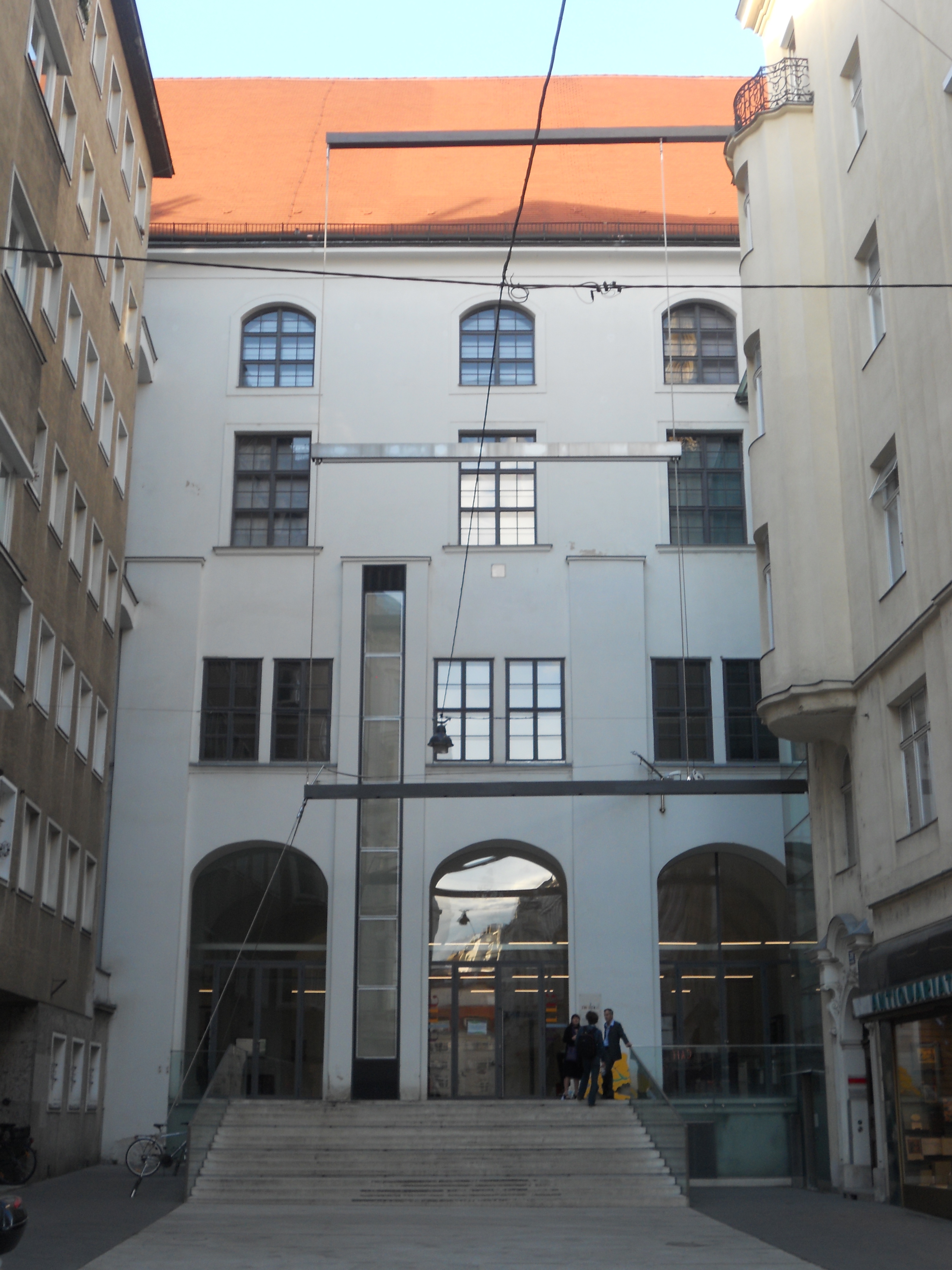
Vídeňská univerzita (Stará budova)

Univerzitu založil rakouský vévoda Rudolf IV. Habsburský 12. března 1365 a je tak po pražské Karlově univerzitě druhou nejstarší univerzitou Svaté říše římské severně od Alp a nejstarší stále činnou univerzitou v německém jazykovém prostoru.
Byla zřízena podle vzoru pařížské Sorbonny, papež však měl námitky proti teologické fakultě a schválil ji až roku 1384. Měla spíše hierarchickou strukturu: magistři a doktoři tvořili čtyři fakulty a volili si své funkcionáře. Studenti i ostatní členové univerzity byli rozděleni do čtyř akademických „národů“ a jimi volený senát volil rektora. Ten předsedal jednak konsistoriu se zástupci národů a děkany fakult, jednak shromáždění všech učitelů.
Univerzita rychle rostla a stala se největší univerzitou v celé Římské říši, v polovině 15. století měla přes 6000 studentů. Jakožto papežská instituce ztratila na významu reformací a byla postižena i tureckým obléháním města v roce 1529; v nejhorším roce se zapsalo pouze 30 studentů. Král Ferdinand I. Habsburský proto roku 1551 uvedl na univerzitu jezuity, kteří od roku 1623 převzali vyučování na teologické a filosofické fakultě. V polovině 18. století Marie Terezie univerzitu postátnila a Josef II. ji otevřel i nekatolíkům a nařídil vyučování v němčině.
Před rokem 1848 byla filosofická fakulta (dříve jen přípravná) postavena na roveň třem ostatním fakultám a v reformách hraběte Thuna dostala opět akademické svobody. V letech 1877–1884 byla postavena hlavní budova na Ringstrasse podle plánů Heinricha Ferstela a roku 1897 přijala fakulta ke studiu filosofie první ženy. Ostatní fakulty postupně následovaly: lékařská 1900, právnická 1919, protestantská teologická 1923 a katolická 1946. Roku 1907 se habilitovala první docentka, romanistka Elise Richter.
Ve 30. letech 20. století otřásaly univerzitou výstřelky nacionalistických a antisemitských studentů; roku 1936 zastřelil profesora Moritze Schlicka na schodech v budově bývalý student. Roku 1938 univerzitu ovládli nacisté a mnoho profesorů ji muselo opustit. V dubnu 1945 získal mladý katolický judaista Kurt Schubert svolení sovětské okupační správy ke znovuotevření univerzity; prvním rektorem byl zvolen právník Ludwig Adamovich. Reformou roku 1975 získali studenti značná práva, která však další reformy v letech 1993 a 2002 omezily. Po 250 letech v režimu státní univerzity však opět získala plnou právní samostatnost; rozhodovací pravomoc se soustředila do rukou profesorů a na univerzitě bylo zavedeno školné (roku 2013 činilo 390 EUR za semestr). Počet fakult a součástí vzrostl na 18 a celá lékařská fakulta se oddělila jako samostatná univerzita.

## Současnost
Vídeňská univerzita je nejvýznamnější veřejnou vzdělávací a výzkumnou institucí v Rakousku a těší se vysokému mezinárodnímu renomé.
Univerzita je vedle hlavní budovy na Ringstrasse, v blízkosti vídeňské radnice, rozmístěna na 60 dalších místech, větší komplexy jsou v blízkém okolí (Neues Institutsgebäude, posluchárny v Althanstrasse, Juridicum aj.) Univerzitě patří i botanická zahrada, astronomická observatoř, sportovní centrum a řada výzkumných pracovišť, některá i mimo Vídeň.
Univerzita nabízí 187 studijních programů v širokém spektru oborů. Z toho je 55 bakalářských, 116 magisterských (12 v angličtině), 4 diplomové a 12 doktorských. V roce 2012/13 udělila téměř 11 tisíc bakalářských diplomů, 1100 magisterských a 585 doktorských.

## Významné osobnosti
S Vídeňskou univerzitou je spojeno 15 nositelů Nobelových cen: Robert Bárány, Richard Adolf Zsigmondy, Julius Wagner-Jauregg, Hans Fischer, Karl Landsteiner, Erwin Schrödinger, Victor Franz Hess, Richard Kuhn, Otto Loewi, Max Perutz, Konrad Lorenz, Karl von Frisch, August Friedrich von Hayek, Elias Canetti a Elfriede Jelineková.
Univerzita byla také kolébkou Rakouské školy v ekonomii. Z jejích zakladatelů zde studovali a později také učili Carl Menger, Eugen von Böhm-Bawerk, Friedrich von Wieser, Josef Alois Schumpeter, Ludwig von Mises a August Friedrich von Hayek.
Mezi významnými učiteli byli dále: Theodor W. Adorno, Theodor Billroth, Ludwig Boltzmann, Franz Brentano, Anton Bruckner, Rudolf Carnap, Viktor Frankl, Sigmund Freud, Eduard Hanslick, Hans Kelsen, Adam František Kollár, Johann Josef Loschmidt, Franc Miklošič, Oskar Morgenstern, Otto Neurath, papež Pius II., Karel Rokytanský, August Schleicher, Moritz Schlick, Joseph von Sonnenfels, Jožef Stefan, nebo také český piarista František Ignác Kassián Halaška, který byl rektorem univerzity v letech 1833–1834.

## Fotogalerie

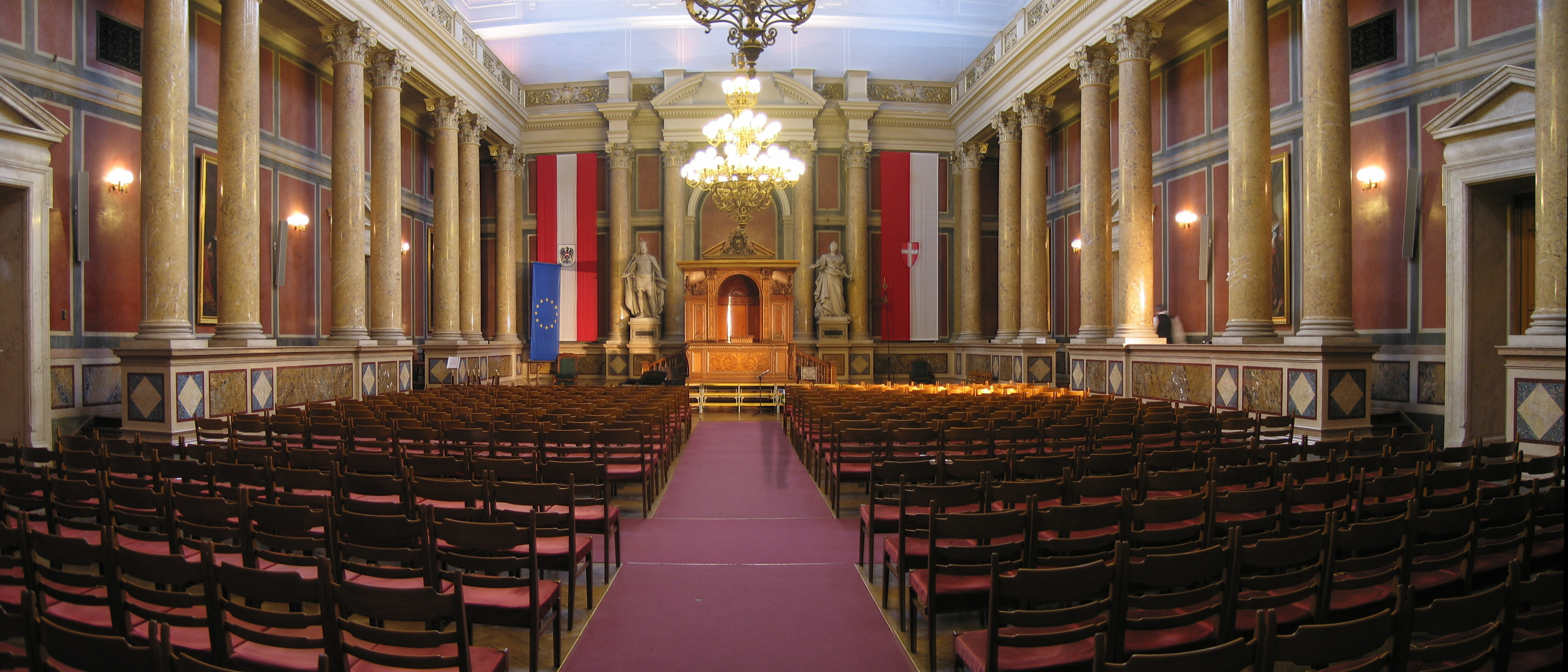
Slavnostní sál
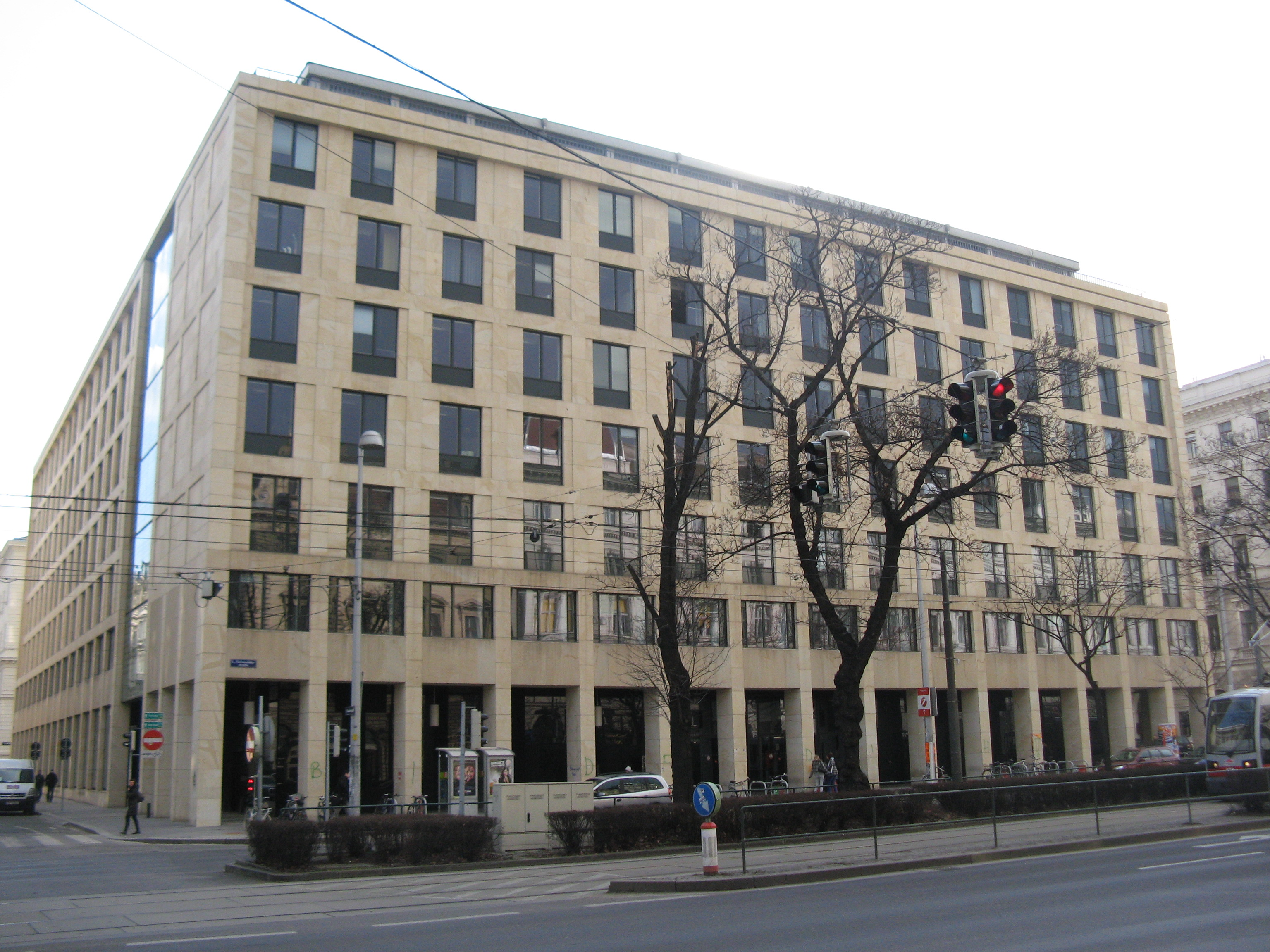
Neues Institutsgebäude
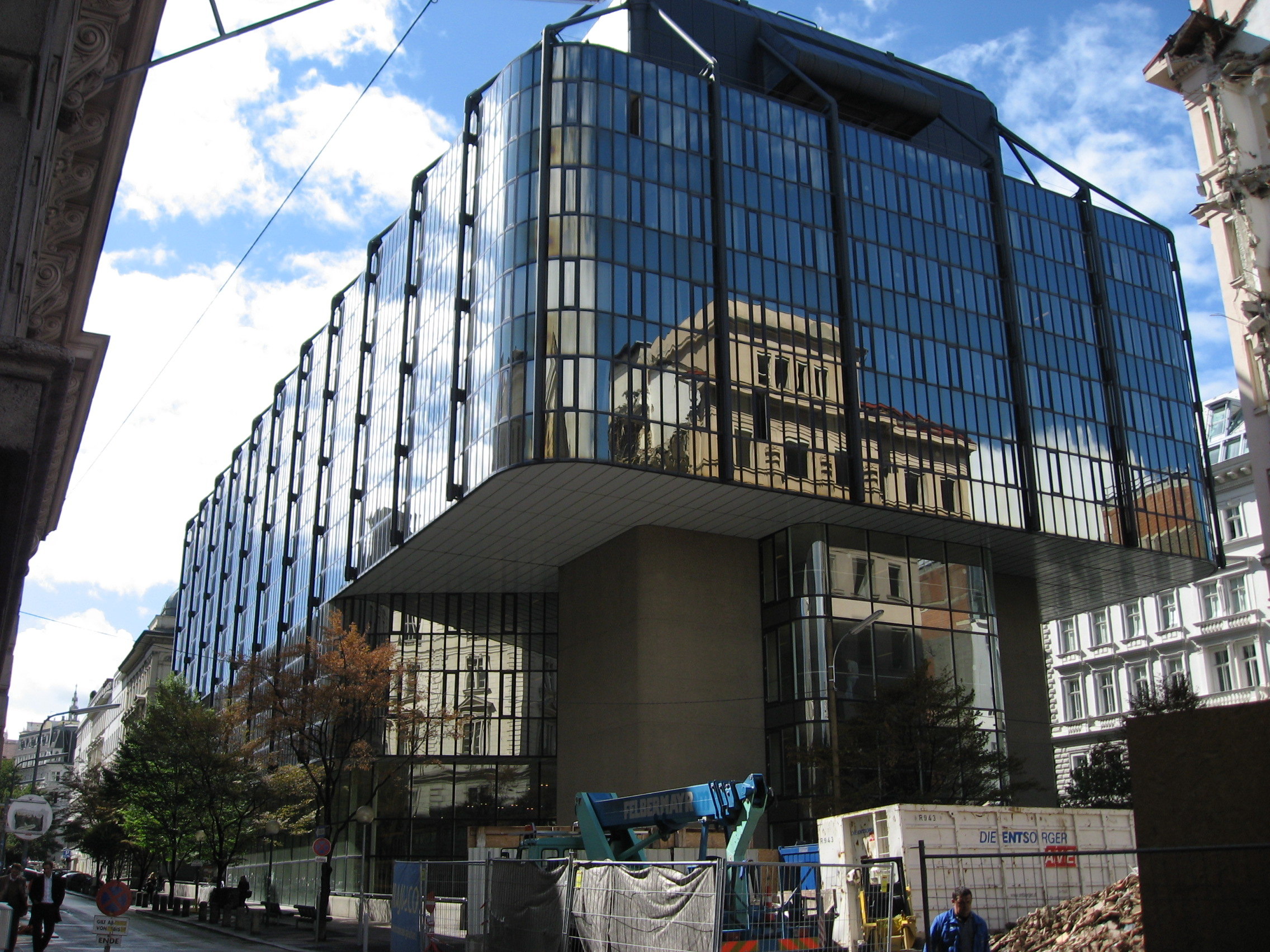
Právnická fakulta (Juridicum)
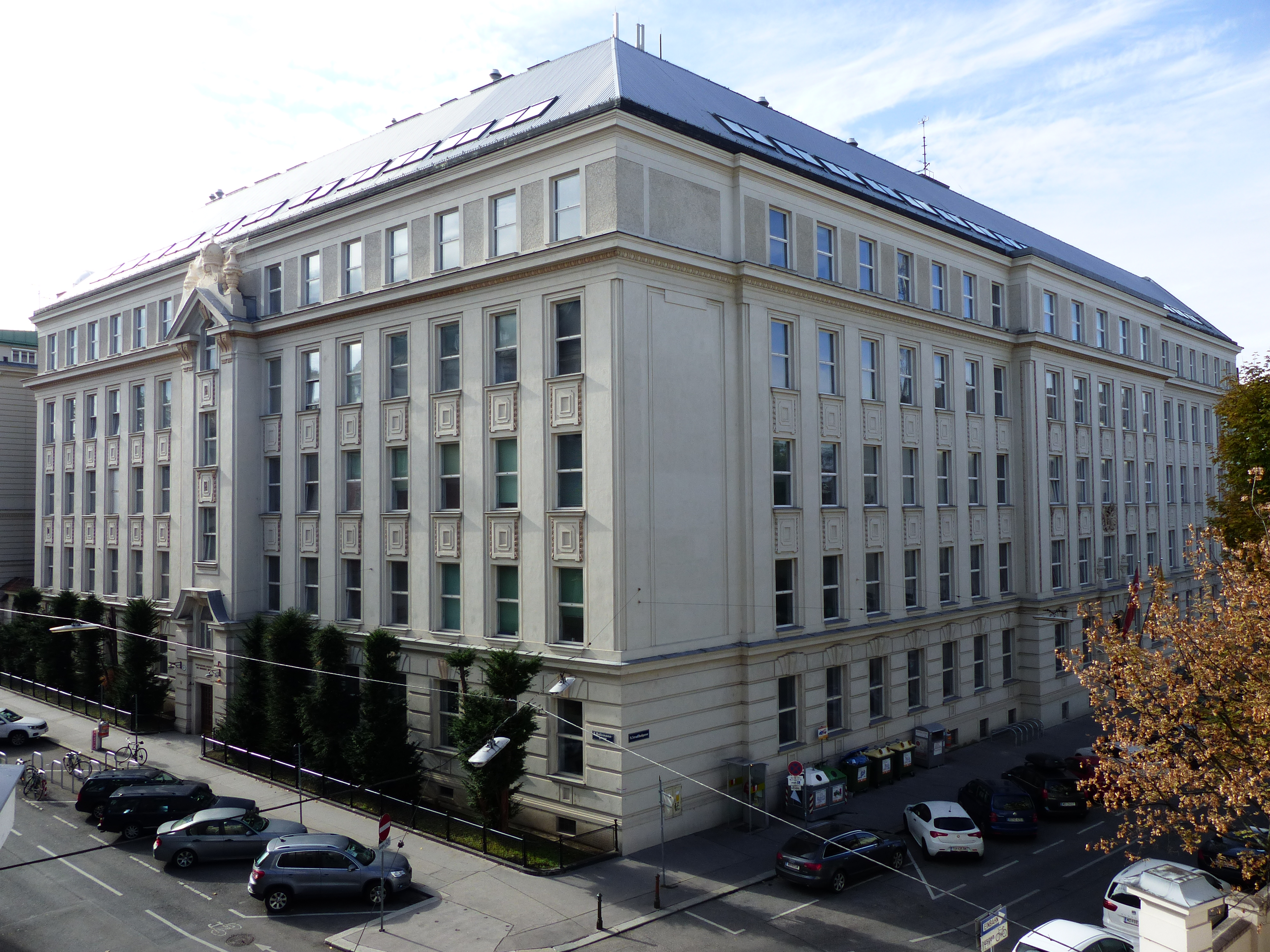
Fakulta fyziky
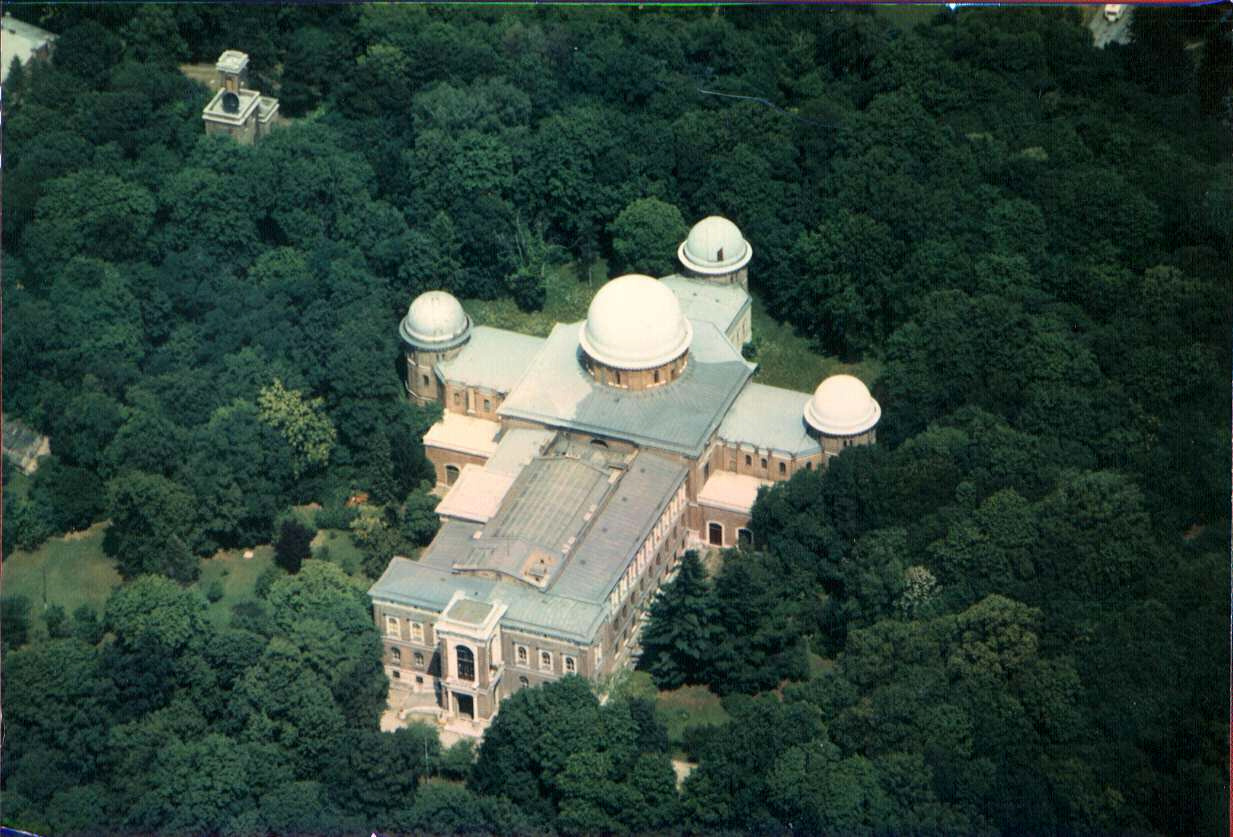
Univerzitní hvězdárna
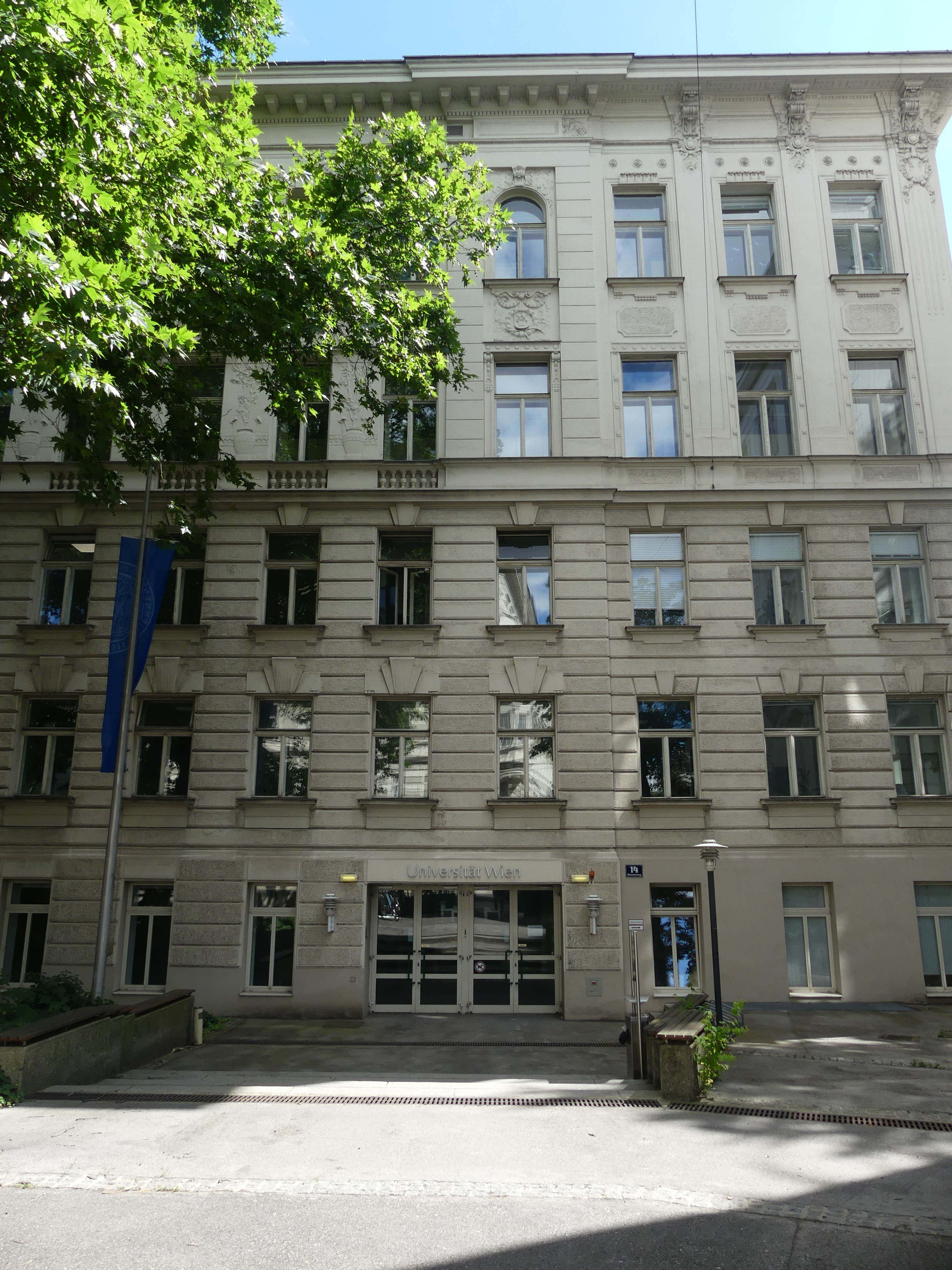
Katedra botaniky a výzkumu biodiversity přírodovědecké fakulty.